# 斯坦尼斯拉夫·科茲洛夫斯基
斯坦尼斯拉夫·亚历山德罗维奇·科兹洛夫斯基（俄语：Станислав Александрович Козловский，1976年12月8日—），俄罗斯学者，心理学家，認知神經科學记忆和知觉领域专家。莫斯科罗蒙诺索夫国立大学心理学系心理学副博士，副教授。也为科学普及者，积极参与俄网推广，俄语维基百科的积极参与者，促进百科全书知识传播的非营利组织维基媒体基金会俄罗斯分会的执行董事。

## 人物经历
- 1976年12月8日出生于莫斯科。
- 1995年被莫斯科国立大学心理学系录取，2000年毕业，并开始从事教学和科研活动。2014年起，任心理生理学教研室副教授。
- 2003年，结束了在心理生理学教研室的学习，一年后在苏联科学院院士、俄罗斯教育科学院院士索科洛夫（俄语：Е. Н. Соколов （页面存档备份，存于））教授的指导下，他完成了心理学副博士学位论文的答辩，题目为“在工作记忆中保留视觉图像的心理生理机制”。
- 2005-2008年，俄罗斯科学院心理研究所创造力心理生理实验室研究员。
- 2009-2013年，担任俄罗斯科学中心“库尔恰托夫研究所”认知研究所“神经认知研究方法”部门主任。2010-2011 年担任神经生物学效应实验室副主任，2011-2012 年担任生物反馈实验室高级研究员。
- 2002年在赫尔辛基大学完成实习，2007年在帕多瓦大学、圣心天主教大学、意大利辅助学院完成实习，2010年在德累斯顿工业大学完成实习。
- 俄罗斯科学院巴甫洛夫生理学会（自2007年起）、人脑绘图组织（OHBM，自2006年起）、计算机械协会、国际心理生理学组织、国际神经心理学会（INS，自2015年起）成员。

## 科研活动
- 从事心理生理学新研究方法的研究和开发，以及人类记忆的大脑机制的应用研究。他与瓦尔塔诺夫（俄语：А. В. Вартанов）一起开创了一个新的科学研究方向——大脑的磁共振心理形态测量分析。该方法基于神经可塑性原理，有助于检测大脑某些部分的发育特征（N-乙酰天冬氨酸、天冬酰胺、肌酸/磷酸肌酸和甘油磷酸胆碱的含量）之间的联系。) 以及进行认知心理测试。此外，他揭示了左右海马体在角色上的差异，以及其不同部门如何影响语言和视觉记忆的提供。他展示了尾状核、扣带回区域和乳头体在各种记忆和认知控制过程中的重要性。此外，他还提出了人类记忆心理生理模型。
- 他经常在心理学和认知神经科学科学会议上发表演讲，包括俄罗斯心理学会全俄心理学家大会（自 2012 年起）、国际心理学大会（International Congress of Psychology，自2012年起）、联合国国际心理生理学会国际心理生理大会（International Organization of Psychophysiology，自 2010 年起），欧洲心理大会（ECP，自2011年起）。
- 在俄罗斯和国外刊物上发表过120多篇论文，以及20多本教材。他是俄罗斯科学基金会、俄罗斯基础研究基金会和俄罗斯人道主义科学基金会资助的大约30个研究项目的领导者和执行者。

## 教学活动
- 在莫斯科国立大学心理学系，他为2-3年级本科生讲授“感觉系统生理学”、“高级神经活动生理学”、“心理生理学”，为“心理生理学”专业的本科生和硕士研究生讲授专业课程“记忆机制”、“心理生理学的层析方法”。在物理系，他为纳米技术相关专业的5年级专家学生讲授“认知科学基础”中的“认知神经科学”章节。
- 自2012年，与基塞尔尼科夫（俄语：А. А. Кисельников）一起，担任莫斯科国立大学心理学系跨学科科学研讨会“基础认知神经科学”的学术导师；自2015年起，担任心理生理学学院高年级本科生的学术导师。

## 公众和专家活动
- 他是俄网的积极推广者。自2003年以来，他一直是俄罗斯维基百科的积极参与者：俄罗斯部分的首批作者和管理员之一。此外，自2009年8月29日以来，他一直是非营利组织“Викимедиа РУ”的执行董事。他长期参与维基百科的推广和知识的免费传播。他与人合著了关于公共领域和版权自由许可的集体专著《互联网上的版权。版权制度的前景和对公共领域的支持》（2012年）、《互联网上版权的转变。外国趋势、商业模式、对俄罗斯的建议》（2013年）、《公共领域》（2016年）。
- 他是iComference, RIW, Российский форум по управлению Интернетом, РИФ+КИБ, Связь-Экспоком等俄罗斯主要IT会议的特邀演讲嘉宾。
- 2011年4月，在俄罗斯国家青年图书馆，与互联网技术区域公共中心执行主任、俄罗斯电子通信协会主任普鲁塔连科（俄语：С. А. Плуготаренко），互联网出版商协会主席、网络出版物“Частный корреспондент”主编扎苏尔斯基（俄语：И. И. Засурский），以及记者、博主、慈善基金“Помоги.Орг”创始人诺西克（俄语：А. В. Носик）一起，积极参与了梅德韦杰夫（俄语：Д. А. Медведев （页面存档备份，存于））与互联网社区代表的会晤。
- 俄罗斯联邦国家杜马、俄罗斯联邦通信和大众传媒部以及俄罗斯联邦司法部关于知识产权的各种专家工作组成员。俄罗斯电子通信协会法律事务委员会的专家（自2010年起）。互联网用户协会的联合主席（自2013年起）。国家杜马信息政策、信息技术和通信委员会互联网和电子民主发展专家委员会成员（2013-2015年）。俄罗斯联邦政府下属专家委员会 “通信和信息技术”常设工作组成员（自2014年起）。
- 2011-2013年，他与人合作撰写了《俄罗斯民法典》第四部分的修正案，将开放内容（第1281.1条）和全景自由（第1276条）引入俄罗斯法律。
- 他也是科学普及者，经常参与公开辩论并发表公开演讲。在《Компьютерра（俄语：Компьютерра）》（自2004年起）和《Вокруг света（俄语：Вокруг света）》（自2006年起）杂志上发表了大量科普文章。2009年，在全俄科普文章和纪录片“科学走向社会”（Наука обществу）（由俄罗斯教育和科学部与莫斯科国立大学共同举办）竞赛中，文章“智力迷宫”（发表于《环游世界》杂志，2009年6月）获得“最佳科普文章”提名第一名。

## 奖项与荣誉
- 2006年 俄罗斯科学院和国家科学促进基金会举办的“俄罗斯科学院最佳候选人和博士”计划的获奖者（在“俄罗斯科学院最佳科学候选人“提名中）
- 2008年 在 “计算机科学、计算机工程和控制的研究与发展”领域，表彰他创造了一种处理断层图像的新方法，该方法可以在收集重要图像细节的情况下大幅减少MRI信号强度值的动态范围，使其在高亮度和低亮度范围内具有同等的对比度
- 2009年 在俄罗斯教育与科学部和莫斯科国立罗蒙诺索夫大学举办的全俄科普文章和纪录片“科学走向社会”竞赛中获得一等奖（“最佳科普文章”类别）
- 2016年 为莫斯科大学发展计划任务做出贡献的作品竞赛一等奖（“研究活动中的成就”类）